# Barbora Hesenská
Barbora Hesenská (8. dubna 1536 – 8. června 1597) byla sňatky hraběnkou württembersko-montbéliardskou a waldecko-wildungenskou.

## Život
Narodila se v Kasselu třetí dcera lankraběte Filipa I. Hesenského a jeho první manželky Kristýny Saské. V roce 1555, když jí bylo devatenáct let, se provdala za sedmapadesátiletého hraběte Jiřího I. Württembersko-Montbéliardského. Svému muži porodila tři děti:
- 1. Oldřich Württembersko-Montbéliardský (14. 7. 1556 – 9. 3. 1557)[1][2]
- 2. Fridrich I. Württemberský (19. 8. 1557 Montbéliard – 29. 1. 1608 Stuttgart)[3][4]
⚭ 1581 Sibyla Anhaltská (28. 9. 1564 Bernburg – 26. 10. 1614 Leonberg)[5][6]
- 3. Eva Kristýna Württembersko-Montbéliardská (25. 10. 1558 Montbéliard – 30. 3. 1575 Kirchheim unter Teck)[7]

Po pouhých třech letech manželství ovdověla 17. července 1558. Znovu se provdala o deset let později 11. listopadu 1668 za hraběte Daniela z Waldecku (1530–1577). Toto manželství zůstalo bezdětné.
Hraběnka Barbora zemřela 8. června 1597 ve věku 61 let na zámku Waldeck. Byla pohřbena po boku svého manžela v klášteře Marienthal ve Waldecku.